# Tom Wopat
Thomas Steven Wopat, bardziej znany jako Tom Wopat (ur. 9 września 1951 w Lodi, w stanie Wisconsin) – amerykański aktor telewizyjny, teatralny i filmowy, wokalista i autor tekstów piosenek country pochodzenia czeskiego. Stał się rozpoznawalny dzięki roli Lucasa K. „Luke’a” Duke'a w serialu nadawanym przez stację CBS Diukowie Hazzardu (The Dukes of Hazzard, 1979–1985) oraz jako Jeff Robbins w sitcomie CBS Cybill (1995–1998).

## Wybrana filmografia

### Filmy fabularne
- 2006: Bonneville jako Arlo
- 2008: Mordercze mrówki (The Hive, TV) jako Bill
- 2010: Jonah Hex jako pułkownik Slocum
- 2012: Django jako szeryf Gill Tatum

### Seriale TV
- 1979–1985: Diukowie Hazzardu (The Dukes of Hazzard) jako Luke Duke
- 1983: Diukowie (The Dukes) jako Luke Duke (głos)
- 1995–1998: Cybill jako Jeff Robbins
- 1996: Napisała: Morderstwo (Murder, She Wrote) jako Bill Dawson
- 1997–1998: Pan Złota Rączka (Home Improvement) jako Ian
- 2001–2002: Wszystkie moje dzieci (All My Children) jako Hank Pelham
- 2005: Tajemnice Smallville jako Senator Jack Jennings
- 2006: Impas (Standoff) jako Rick Keeslar
- 2010–2011: Fineasz i Ferb jako Brat Wilkins No. 2
- 2012–2017: Longmire jako szeryf Jim Wilkins

### Gry komputerowe
- 1999: The Dukes of Hazzard: Racing for Home jako Luke Duke (głos)
- 2004: The Dukes of Hazzard: Return of the General Lee jako Luke Duke (głos)
- 2007: Manhunt 2 jako The Bloodhounds

## Dyskografia

### Albumy
| Rok  | Album                                                            | Wydawnictwo     |
| ---- | ---------------------------------------------------------------- | --------------- |
| 1981 | The Dukes of Hazzard (soundtrack)                                | Volcano         |
| 1983 | Tom Wopat                                                        | Columbia        |
| 1987 | A Little Bit Closer                                              | EMI America     |
| 1988 | Don't Look Back                                                  | Capitol         |
| 1991 | Learning to Love                                                 | Epic            |
| 1995 | Hands On                                                         | self-released   |
| 2000 | The Still of the Night                                           | Angel           |
| 2005 | Tom Wopat Sings Harold Arlen: Dissertation on the State of Bliss | Big Deal        |
| 2009 | Consider it Swung                                                | LML             |
| 2013 | I've Got Your Number                                             | LML             |
| 2014 | Home for Christmas (z Johnem Schneiderem)                        | Distribution 13 |
| 2017 | Wopat                                                            | PledgeMusic     |